# Юнагі (1925)
Юнагі (Yunagi, яп. 夕凪) — ескадрений міноносець Імперського флоту Японії, який взяв участь у Другій світовій війні.
Корабель, який став дев'ятим (за датою закладання) серед есмінців типу «Камікадзе», спорудили у 1925 році на верфі ВМФ у Сасебо.
На момент вступу Японії в Другу світову війну Юнагі належав до 29-ї дивізії ескадрених міноносців, яка підпорядковувалась Четвертому флоту. Останній мав головну базу на атолі Трук у центральній частині Каролінських островів та на початковому етапі війни здійснив ряд операцій з розширення японського контролю в Мікронезії та вторгнення до Меланезії.
29 листопада 1941-го, ще до початку бойових дій, Юнагі разом з іншими кораблями своєї дивізії вирушив з Труку на Маршаллові острови. 8 грудня більшість есмінців Четвертого флоту рушили з атола Кваджелейн до острова Вейк (північніше від Маршаллових островів), проте Юнагі та «Асанагі» залучили для операції у протилежному, південному напрямку. Їх включили до загону, який прийняв десант на атолі Джалуїт та вирушив до островів Гілберта, де збирались облаштувати передову базу гідроавіації на атолі Бутарітарі (більше відомий у присвяченій тихоокеанським кампаніям літературі як Макін — за назвою розташованого поруч острова Макін). 9 грудня під час переходу «Юнагі» та «Асанагі», котрі мали на борту три десятки морських піхотинців, відділились та попрямували до атола Тарава (півтори сотні кілометрів південніше від Бутарітарі). 10 грудня есмінці висадили десант на Тараві, де перебували тільки неозброєні спостерігачі. Того ж дня японці полишили цей атол.
Тим часом операція проти Вейка пройшла невдало (зокрема, загинув один з есмінців 29-ї дивізії) і японці мусили повернутись на базу. 23 грудня 1941-го до Вейку вирушило значно потужніше з'єднання, до складу якого увійшов і Юнагі. Цього разу вдалося захопити острів без якихось ускладнень.
Після повернення з Вейку Юнагі разом з іншими кораблями дивізії 31 грудня 1941 — 3 січня 1942 ескортував конвой з Кваджелейна на Трук, а 13—15 січня разом з легким крейсером та трьома іншими есмінцями супроводив звідси переобладнаний гідроавіаносець «Кійокава-Мару» та два транспорти до атола Волеаї (центральна частина Каролінських островів за вісім з половиною сотень кілометрів на захід від Трука). Тут вони з'єдналися з конвоєм транспортів, які раніше під охороною двох есмінців 30-ї дивізії вийшли з Труку до Гуаму (Маріанські острови), щоб прийняти там війська для операції проти архіпелагу Бісмарка.
17 січня 1942-го зібрані біля Волеаї сили рушили у південно-східному напрямку, при цьому на переході Юнагі провів рекогносцирування острова Муссау (найпівнічніший у архіпелазі Бісмарка). 23 січня Юнагі та інші кораблі дивізії прикривали висадку в Рабаулі на східному завершенні острова Нова Британія (тут створять головну передову базу в архіпелазі Бісмарка, з якої два роки провадитимуться операції на Соломонових островах та сході Нової Гвінеї). Протягом доби опір союзних сил був подоланий. Після цього Юнагі більш як два тижні ніс патрульно-ескортну службу в околицях Рабаула.
9 лютого 1942-го 29-та дивізія супроводжувала загін, який доправив японський десант до півострова Сурумі (центральна частина південного узбережжя Нової Британії), де японці захопили невеличкий австралійський аеродром у Гасматі (після розширення його перетворили на резервний майданчик, призначений для забезпечення аварійних посадок літаків).
8 березня 1942-го Юнагі та ще 5 есмінців і 2 легкі крейсери вирушили з Рабаулу в супроводі загону, який мав доправити десант на Нову Гвінею в район Лае — Саламауа (на сході острова у глибині затоки Хуон). Сама висадка не зустріла спротиву, проте 10 березня японський загін став ціллю для американської авіаносної авіації. Ряд допоміжних суден були втрачені, половина бойових кораблів загону зазнала пошкоджень. Юнагі отримав пошкодження середньої важкості від обстрілу, при цьому на есмінці загинули 29 осіб. 12 березня есмінець прибув до Рабаула, де пройшов аварійний ремонт.
22—25 березня 1942-го Юнагі разом з іншими есмінцями дивізії супроводжував легкий крейсер «Юбарі» (флагманський корабель ескадри, до якої належала 29-та дивізія) з Рабаула на Трук, а 26 березня — 1 квітня кораблі 29-ї дивізії здійснили перехід до Сасебо, де стали на доковий ремонт. При цьому два інші есмінці з'єднання змогли за кілька тижнів повернутись до Меланезії і взяти участь у операції проти Порт-Морсбі (можливо відзначити, «Оіте» в бою під Лае не постраждав, а «Асанагі» отримав більш легкі пошкодження), тоді як Юнагі перебував у Японії понад два місяці.
6 червня 1942-го Юнагі полишив Японію та, ескортуючи конвої, пройшов через Філіппіни та Палау (важливий транспортний хаб на заході Каролінських островів) до Рабаула, після чого узявся за патрульно-ескортну службу.
26 липня 1942-го Юнагі разом з Асанагі здійснив транспортний рейс до новогвінейської Буни (східне узбережжя півострова Папуа), де за кілька діб до того висадився японський десант (японці розраховували досягнути звідси Порт-Морсбі по суходолу).
7 серпня 1942-го союзники висадились на сході Соломонових островів, що започаткувало шестимісячну битву за Гуадалканал. Юнагі взяв участь у першому виході японських бойових кораблів в цій битві, при цьому він був єдиним есмінцем загону, який також включав 5 важких та 2 легкі крейсери. У ніч проти 9 серпня загін завдав важкої поразки крейсерським силам союзників у бою біля острова Саво. На підході до Гуадалканалу Юнагі, який ішов останнім в колонні, відокремився від крейсерів, чи то через втрату орієнтирів, чи то маючи завдання виконувати функцію ар'єргардного пікета. Згодом Юнагі, ймовірно, був обстріляний ворожим есмінцем та важким крейсером USS Chicago, проте не зазнав пошкоджень. У підсумку есмінець знову приєднався до основної колони та разом з нею полишив район Гуадалканалу.
12—15 серпня 1942-го Юнагі ескортував конвой з підкріпленнями із Рабаула до Буни та назад, а невдовзі знову був залучений для операції на Соломонових островах. 17 серпня він рушив із Кавієнга (друга за значенням японська база у архіпелазі Бісмарка, розташована на північному завершенні острова Нова Ірландія) у ескорті важких крейсерів 6-ї дивізії (саме вони за кілька діб перед тим складали основу японського загону в бою біля острова Саво, проте тепер їх стало менше на один корабель через потоплення крейсера «Како»). На цей раз крейсери лише патрулювали поблизу бази японських гідролітаків у затоці Реката-Бей (на північному узбережжі острова Санта-Ісабель, за дві з половиною сотні кілометрів на північний захід від Гуадалканалу), а 22 серпня прибули до якірної стоянки Шортленд (прикрита групою невеликих островів Шортленд акваторія біля південного завершення острова Бугенвіль, де зазвичай відстоювались бойові кораблі та перевалювались вантажі для відправлення далі на схід Соломонових островів)
28 серпня 1942-го Юнагі вирушив із Рабаула на Трук, де спершу був залучений у встановленні контролю над мікронезійськими островами Науру та Оушен. До кінця серпня японські сили зайняли зазначені острови (гарнізони з яких союзники евакуювали ще у лютому), при цьому доставлення основних сил десанту здійснив загін із легкого крейсера «Юбарі», «Юнагі» та переобладнаного мінного загороджувача Кьоєй-Мару.
Згодом Юнагі взявся за ескортну службу, зокрема 4—5 грудня 1942-го він провів конвой з Труку до Рабаула, а 8—9 лютого 1943-го супроводжував на завершальній ділянці маршруту конвой № 3201, що прямував з Японії на Трук.
2 березня 1943-го есмінець вийшов з Труку у складі охорони конвою, що прямував до Японії. Втім, «Юнагі» не пройшов з ним весь маршрут, а 5 березня відокремився південно-західніше Гуаму та повів судно «Кімісіма-Мару» до острова Фаїс (західні Каролінські острови). З 9 березня «Юнагі» приєднався до загону, що здійснював проведення з Труку до Японії на буксирі підводного човна I-33 (до того тонув на Труці унаслідок навігаційної аварії).
З 18 березня по 11 червня 1943-го Юнагі перебував у Сасебо на ремонті, потім здійснив перехід до Рабаула та продовжив службу на цій базі.
27 червня 1943-го есмінець здійснив транспортний рейс до острова Коломбангара у архіпелазі Нью-Джорджія (центральна частина Соломонових островів). За пару діб на Нью-Джорджії висадився ворожий десант і 2—3 липня Юнагі ходив до острова Рендова (біля південного узбережжя архіпелагу) в межах операції з артилерійської підтримки. У цьому випадку він разом зі ще одним есмінцем та легким крейсером виконували функцію загону прикриття кораблів, які безпосередньо здійснювали обстріл.
4—5 липня 1943-го Юнагі здійснив ще один транспортний рейс до Коломбангари, проте цього разу розвантажитися не вдалося через присутність у районі ворожих сил. Водночас Юнагі та три інші японські кораблі дали торпедний залп, який призвів до потоплення американського есмінця USS Strong (вважається, що дистанція цього залпа — 20 км — стала найбільшою в історії успішних торпедних атак).
9 липня 1943-го Юнагі та 3 інші есмінці все-таки доправили 1200 бійців та 85 припасів на Коломбангару, при цьому інші кораблі здійснювали прикриття операції. 12 липня 1943-го 1 легкий крейсер та 9 японських есмінців вирушили в черговий рейс до цього острова, під час якого Юнагі та 3 інші кораблі так само становили транспортну групу. Вночі проти 13 липня японський загін вступив у битву при Коломбангарі, проте Юнагі не узяв у ній участь, оскільки займався висадкою військ.
17 липня 1943-го під час перебування на стоянці Шортленд Юнагі отримав певні пошкодження від близького розриву авіабомби. Згодом він опинився в Рабаулі, звідки 30 липня — 2 серпня пройшов для ремонту на Трук, одночасно забезпечивши ескорт для двох транспортів.
Юнагі повернувся до Меланезії вчасно, щоб 2 жовтня 1943-го взяти участь у операції з евакуації гарнізону Коломбангари, під час якої він виконував функцію прикриття. В наступні кілька тижнів Юнагі здійснив два транспортні рейси — 9 жовтня разом з «Сацукі» до Буки (порт на однойменному острові біля північного завершення Бугенвіля) та 21 жовтня з «Фумідзукі» та «Сацукі» до мису Дамп'єр (південне узбережжя Нової Британії за дві з половиною сотні кілометрів на південний захід від Рабаула).
31 жовтня 1943-го корабель вирушив до острова Гарове (у морі Бісмарка за три сотні кілометрів на захід від Рабаула). Останній похід був перерваний після надходження повідомлень про висадку союзників на Бугенвілі, після чого 1 листопада Юнагі разом кількома іншими кораблями рушив до цього острова для контрвисадки в районі мису Торокіна (хоча на Бугенвілі знаходився великий японський гарнізон, проте в умовах джунглів оперативно перекинути його сили до місця висадки союзників було нелегко). Втім, контрвисадку скасували через присутність значних ворожих сил. 6 листопада Юнагі все-таки доправив підкріплення на Бугенвіль (усього до операції залучили 2 легкі крейсери та 11 есмінців, з яких 4, і серед них Юнагі, належали до транспортної групи). Втім, уже за добу цей незначний загін (близько п'яти сотень осіб) атакували сили союзників і його з важкими втратами відкинули в джунглі.
З другої половини листопада 1943-го есмінець залучили для транспортних рейсів до кількох пунктів Нової Британії. 22, 27 та 29 листопада він разом з есмінцем «Акікадзе» ходив до Кавуву (Гавуву) на мисі Хоскінс (північне узбережжя Нової Британії дещо менш ніж за дві з половиною сотні кілометрів на південний захід від Рабаула), де японці мали аеродром. 25 листопада Юнагі, «Акікадзе» та «Фумідзукі» відвідали мис Дамп'єр, а 22 грудня Юнагі все-таки відвідав острів Гарове (того ж дня туди ходив і «Фумідзукі»). 25 та 28 грудня Юнагі вчергове ходив до Кавуву, цього разу з «Мацукадзе» (взагалі у кінці грудня дев'ять есмінців здійснили доставку сюди підкріплень та предметів матеріального забезпечення, при цьому підсилення гарнізону збіглося з початком кампанії союзників на Новій Британії — 26 грудня американці висадились на західному завершенні острова на мисі Глочестер).
25 січня 1944-го Юнагі прибув до Сасебо, де став на ремонт. У березні есмінець знову взявся за ескортування конвоїв. У березні 1944-го корабель залучили до транспортної операції «Хігаші Мацу» (Higashi Matsu), яка мала за мету підсилення гарнізонів Маріанських островів, що тепер відносились до головного оборонного периметра Імперії (на початку лютого 1944-го японське командування вивело з Труку основні сили флоту, а 17—18 лютого ця база зазнала розгрому при рейді американського авіаносного з'єднання). 12 березня Юнагі разом зі ще 3 есмінцями та легким крейсером «Тацута» рушив з Токійської затоки на Сайпан як охорона конвою «Хігаші Мацу № 2». 15—23 квітня 1944-го Юнагі та ще 2 есмінці супроводжували конвой «Хігаші Мацу № 6» з Токіо до Сайпану (Маріанські острови).
Наприкінці травня 1944-го есмінець вирушив з конвоєм на Філіппіни, де його застав початок атаки американців на Маріанські острови. Оскільки останні були віднесені японським командуванням до головного оборонного периметра Імперії, головні сили флоту вийшли для протидії, що призвело до битви у Філіппінському морі. У цій операції Юнагі 16—18 червня супроводжував легкий крейсер «Наторі» з Давао (південне узбережжя філіппінського острова Мінданао) до Палау, а 19—20 червня під час битви охороняв 1-й загін постачання.
Поразка у Філіппінському морі призвела до повернення японського флоту на бази. 23 червня 1943-го Юнаги прибув до острова Гімаррас (центральна частина Філіппінського архіпелагу), потім провів бункерування від танкера «Іцукусіма-Мару» (останній був торпедований підводним човном, після чого різноманітні кораблі залучили для зняття з нього нафти), а далі супроводжував танкерний конвой з Маніли до Куре.
10—18 серпня 1944-го Юнагі супроводжував конвой HI-71, який прямував з японського порту Моджі на Філіппіни. Поблизу острова Формоза есмінець відокремився та супроводив торпедоване судно «Ейо-Мару» до Такао (наразі Гаосюн на Тайвані).
21 серпня 1944-го Юнагі вирушив з Такао до Маніли у складі охорони конвою TAMA-24A. На переході 22 серпня підводний човен USS Spadefish торпедував судно «Хакко-Мару № 2», яке викинулось на узбережжя затоки Пасукін (північне завершення острова Лусон). Есмінець полишив конвой та узявся за охорону пошкодженого судна, що виявилось недаремно. Spadefish намагався добити його, проте кілька таких спроб були зірвані Юнагі. Нарешті після багатогодинного протистояння Spadefish дав залп із 4 торпед по самому есмінцю, проте Юнагі в останній момент зміг ухилитись (своєю чергою проведена ним контратака глибинними бомбами також не принесла успіху).
25 серпня до затоки Пасукін прибув транспорт, який мав узяти «Хакко-Мару № 2» на буксир (на той час транспорт вдалось зняти з мілини та перевести на якірну стоянку). Це дозволило Юнагі полишити затоку та приєднатись до конвою TAMA-24. Того ж дня за півтора десятка кілометрів від мису Бохадор (найпівнічніша точка Лусона) підводний човен USS Picuda торпедував та потопив Юнагі, загинуло 32 члени екіпажу.